# Expediente Negro
Expediente Negro es un libro de 1972 escrito por José Vicente Rangel que investiga las violaciones a los derechos humanos en Venezuela, detallando los asesinatos políticos, torturas y desapariciones forzadas durante los gobiernos de Rómulo Betancourt y Raúl Leoni.En ediciones posteriores se agregarían nuevos materiales con crímenes cometidos por los sucesivos gobiernos venezolanos hasta el segundo gobierno de Carlos Andrés Pérez.
En el libro se hace énfasis en la detención, tortura y asesinato del profesor Alberto Lovera, estudiando su caso y la responsabilidad de las autoridades en el mismo.

## Contexto
Luego de la caída del dictador Marcos Pérez Jiménez se establece un proyecto de gobernabilidad denominado pacto de Puntofijo entre los partidos Acción Democrática, Copei y la Unión Republicana Democrática. Del pacto se excluye al Partido Comunista de Venezuela cuyo papel en contra de la dictadura fue clave. Lo que provocó una radicalización del mismo hacia posturas guerrilleras, generando a su vez un recrudecimiento de la represión política por parte del gobierno.
En el libro se recogen una serie de artículos, informes e intervenciones del periodista José Vicente Rangel como miembro de la cámara de diputados. En ese entonces, Rangel formaba parte de una comisión de la cámara encargada de investigar la muerte del profesor Alberto Lovera.

## Capítulos
En el libro se exponen una serie de sistemáticas violaciones a los derechos humanos cometidas principalmente en el gobierno de Raúl Leoni. Se mencionan casos de torturas, desaparición forzada y asesinatos, haciendo énfasis en el caso del profesor Alberto Lovera.

### La denuncia (24 de noviembre de 1965)
El primer capítulo inicia con las denuncias de Rangel acerca de las prácticas de violaciones de derechos humanos durante el gobierno de Rómulo Betancourt y el gobierno de Raúl Leoni. Prácticas dirigidas contra militantes de extrema izquierda que incluían los asesinatos, torturas y desapariciones.También muestra su rechazo a los asesinatos y actos terroristas cometidos por grupos guerrilleros.
Prosigue analizando la aparición de la figura del desaparecido durante el gobierno de Leoni, en la que denuncia que rondarían las 300 personas. Asociándolo con el aumento de la influencia militar en el gobierno.
Menciona el caso del profesor Alberto Lovera detallando su detención, tortura, asesinato y el intento de desaparecer el cadáver. Además, hace referencia a otras desapariciones como las de Juan Pedro Rojas Mollejas, Víctor Soto Rojas, Trino Barrios, Heriberto Cartagena, Humberto Arrieti, Andrés Pasquier, Donato Carmona, Felipe Malaver y otros.
Concluye criticando al entonces ministro Carlos Andrés Pérez por sus posturas agresivas y menciona como este calificó de «suicidio involuntario» la muerte del detenido José Gregorio Rodríguez.

### La muerte (7 de marzo de 1966)
El segundo capítulo inicia denunciado los actos de tortura y desapariciones cometidas por la DIGEPOL y el Servicio de Inteligencia de las Fuerzas Armadas (SIFA), así como la incapacidad de la justicia ordinaria de intervenir en la jurisdicción militar.
Más adelante menciona la aparición de los campos antiguerrilleros o teatros de operaciones, y denuncia las sistemáticas violaciones de derechos humanos cometidas en ellos.
Termina profundizando en el caso del profesor Lovera detallando las torturas a las que fue sometido y como su cadáver fue arrojado al mar, y encontrado posteriormente en playas cercanas de la ciudad de Lechería.

### Las responsabilidades (23 de noviembre de 1966)
Durante el tercer capítulo se narran las investigaciones realizadas por la justicia sobre el caso del profesor Lovera. Prosigue mencionando como el director de la Dirección General de Policía José de Jesús Patiño González y algunos medios de comunicación propagaron especulaciones del caso para no responsabilizar al gobierno.
Culmina responsabilizando al presidente Leoni, al ministro del interior Gonzalo Barrios y al director de la digepol José de Jesús Patiño González, de los delitos denunciados en el libro.

### Entre la verdad y el miedo
Este capítulo recoge una serie de artículos de opinión escritos por Rangel. En algunos se critica la postura de algunos miembros del partido Acción Democrática por la falta de una búsqueda de consenso y mantener una postura de «sangre y fuego» en contra de los guerrilleros.
En otros de los artículos sigue exponiendo las denuncias de desaparecidos y violaciones de derechos humanos a detenidos políticos en cárceles como las de La Pica o el centro de detención clandestino ubicado en la población de Cachipo.

### Epílogo
Culmina el libro mencionando como la justicia del país fue alargando las investigaciones y el proceso del caso del profesor Lovera lo que, según Rangel, provocaría que el mismo quedara impune.
Expone como el caso del profesor Lovera puso en evidencia una serie de violaciones de los derechos humanos cometidos por gobiernos que se autodefinían como modelos de democracias.Además de denunciar los altos niveles de corrupción en la justicia del país con juicios parcializados y paralizados; así como violaciones a normas procesales y principios constitucionales y legales.

## Recepción
Las denuncias recogidas por Rangel en el libro fueron las primeras en exponer las violaciones a los derechos humanos cometidas en el periodo democrático de la nación. Tras su publicación, algunos han llegado a considerar a Rangel como un defensor de los derechos humanos.
Las denuncias del caso de Lovera y las violaciones a los derechos humanos realizadas en el libro llevaron a que algunos lo compararan con el artículo «¡Yo acuso...!» sobre el caso Dreyfus del escritor Émile Zola.De acuerdo a algunos autores, la lectura de la obra puede resultar poca fluida debido a que recoge una serie de discursos y artículos de Rangel no del todo bien articulados, algo reconocido por el mismo autor.
En el año 2011 se aprobó la Ley contra la Impunidad que establecía el marco legal para juzgar a los responsables de violaciones de derechos humanos y en el 2013 se formó una comisión que iniciaría las investigaciones, dentro de la comisión se encontraba Rangel. 